# Monastero di San Vittorino
Il monastero di San Vittorino era una fondazione benedettina femminile di Benevento, stabilita verso l'anno 910 attorno ad una chiesa già esistente e dissolta nel 1806. Assieme alle abbazie di Santa Sofia, San Pietro e San Modesto, era uno dei quattro maggiori monasteri di fondazione longobarda in città. Le strutture del monastero, piuttosto stratificate, nel XVII secolo arrivarono a comprendere un intero isolato, compreso fra gli attuali via Raffaele Pellegrini, via delle Assise, via Alfonso De Blasio e vico II San Vittorino. Al momento esse sono divise fra l'Università degli Studi del Sannio, il Conservatorio Nicola Sala e privati.

## Storia

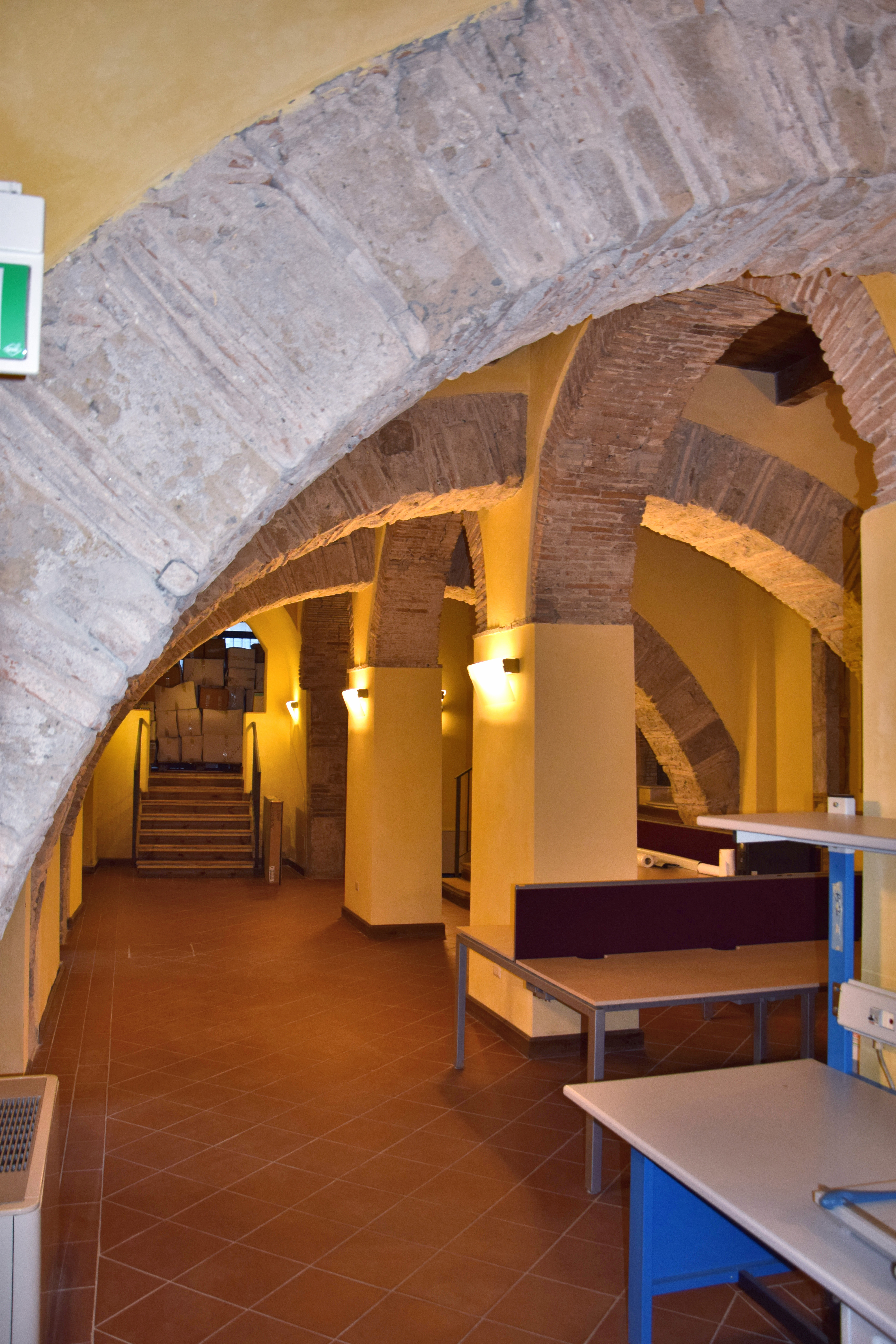
L'ambiente identificato con la chiesa costruita nel 1207

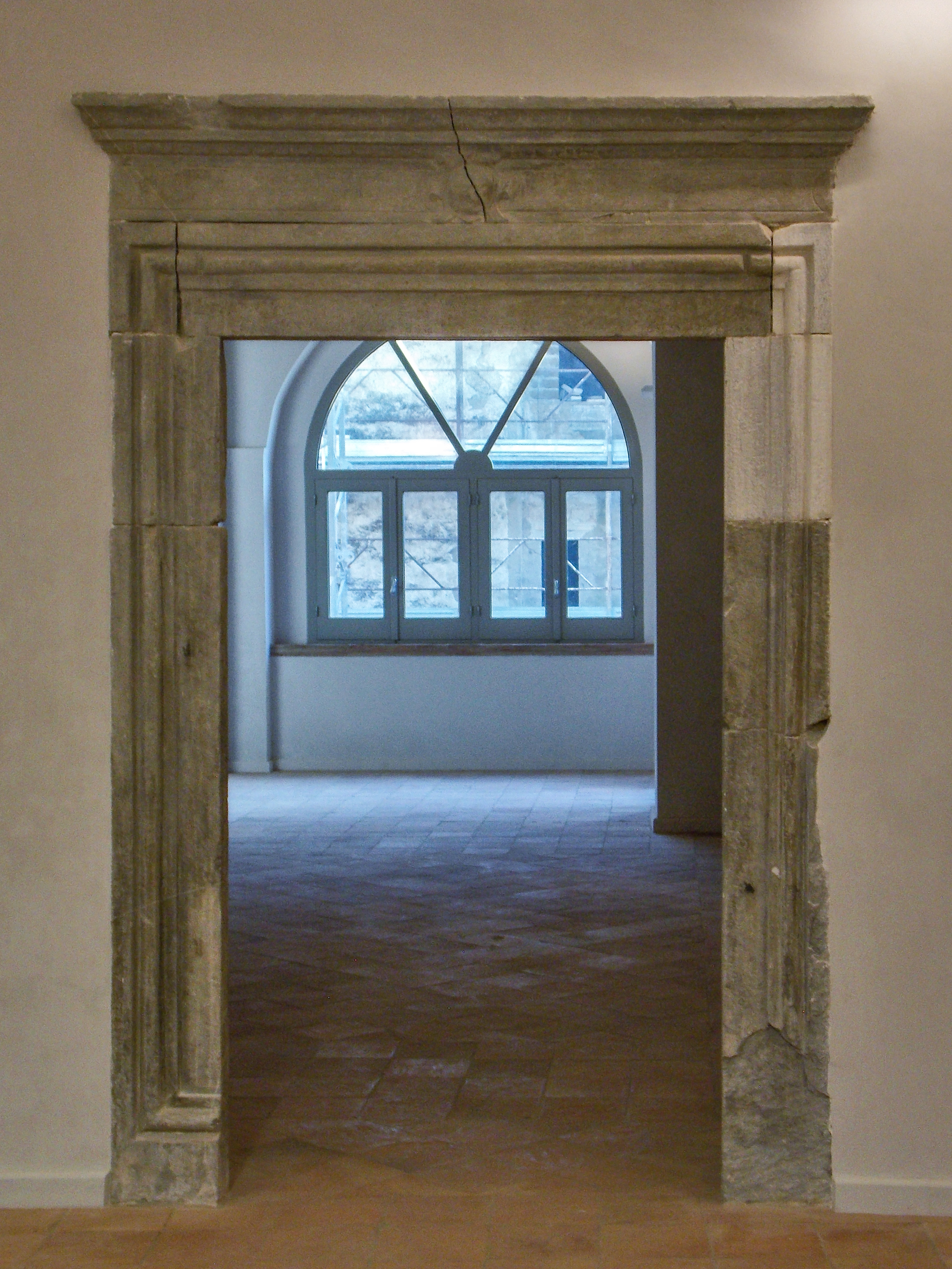
Un portale in pietra negli ambienti superiori

Fra il 903 e il 910 i Saraceni saccheggiarono e incendiarono il cenobio femminile del Santissimo Salvatore presso Alife, che era dipendenza dell'abbazia di San Vincenzo al Volturno. Le monache della cella si rifugiarono a Benevento: dapprima si insediarono nella chiesa di Santa Croce a Porta Somma, fuori le mura. Poi, attorno al 910, i principi Atenolfo I e Landolfo I concessero loro di costruire un nuovo monastero intorno alla già esistente chiesa di San Vittorino, forse dedicata ad un martire del VI secolo. Il monastero fu costruito quasi in aderenza alle mura della città, in corrispondenza della portella dell'Annunziata e di un guado del fiume Sabato più in basso: probabilmente, la scelta del luogo seguì alla volontà di dare un punto di riferimento ad una zona allora periferica, nonché alla necessità di tenere il monastero collegato con l'esterno della città.
È del 1016 il primo documento pertinente il monastero: riguarda l'ingresso fra le monache di Fulvia, vedova del conte Madelfrido, che aveva portato in dote alcuni beni immobili.
Il monastero di San Vittorino rimase sotto la giurisdizione di San Vincenzo al Volturno fino al 1168 quando papa Alessandro III, con la bolla Quotiens illud, ne riconobbe la dipendenza diretta dalla Santa Sede. Le monache ebbero quindi facoltà di eleggere autonomamente le loro badesse, che dovevano poi essere consacrate dal papa; nonché di accogliere fra le loro mura pellegrini e mercanti che volessero entrare sotto l'egida della comunità monastica donando loro i propri beni. In questa occasione il vecchio monastero di Alife, rifondato verso la metà del X secolo, divenne dipendenza di San Vittorino. I monaci del monastero del Volturno non accettarono la perdita della giurisdizione su San Vittorino e il papa accolse le loro proteste (1178-1180); ma ciò non ebbe effetto, perché le monache continuarono ad avvalersi del precedente riconoscimento.
Le dipendenze dell'abbazia di San Vittorino che emergono dai documenti sono notevoli: fra esse sono la già citata chiesa di Santa Croce, una non precisata chiesa di San Salvatore a Prata e svariati terreni nei dintorni di Benevento. Le architetture del monastero subirono modifiche già nel XII secolo: nel 1186 sono attestate un'acquisizione ed un'alienazione di casette adiacenti ad esso. In generale, il monastero tendeva a espandersi acquisendo vani e orti posti in adiacenza ad esso.
Nel 1207 fu costruita una nuova chiesa: lo attesta un documento che riporta l'approvazione di una monaca Costanza (non è chiaro se fosse la badessa). La decisione fu presa sotto il pontificato di Innocenzo III, in linea con le sue istanze di riaffermazione della preminenza della Chiesa cattolica. Nel 1217 il testamento di un Boniincuntus Cappellarius previde la donazione della sua casa all'abbazia, in cambio della propria sepoltura presso l'edificio monastico.
Nel 1243, durante l'occupazione di Benevento da parte di Federico II di Svevia, papa Innocenzo IV espresse preoccupazione per la difesa delle monache di San Vittorino e del monastero alifano. Nel 1287 San Vittorino risultava essere sede di parrocchia.

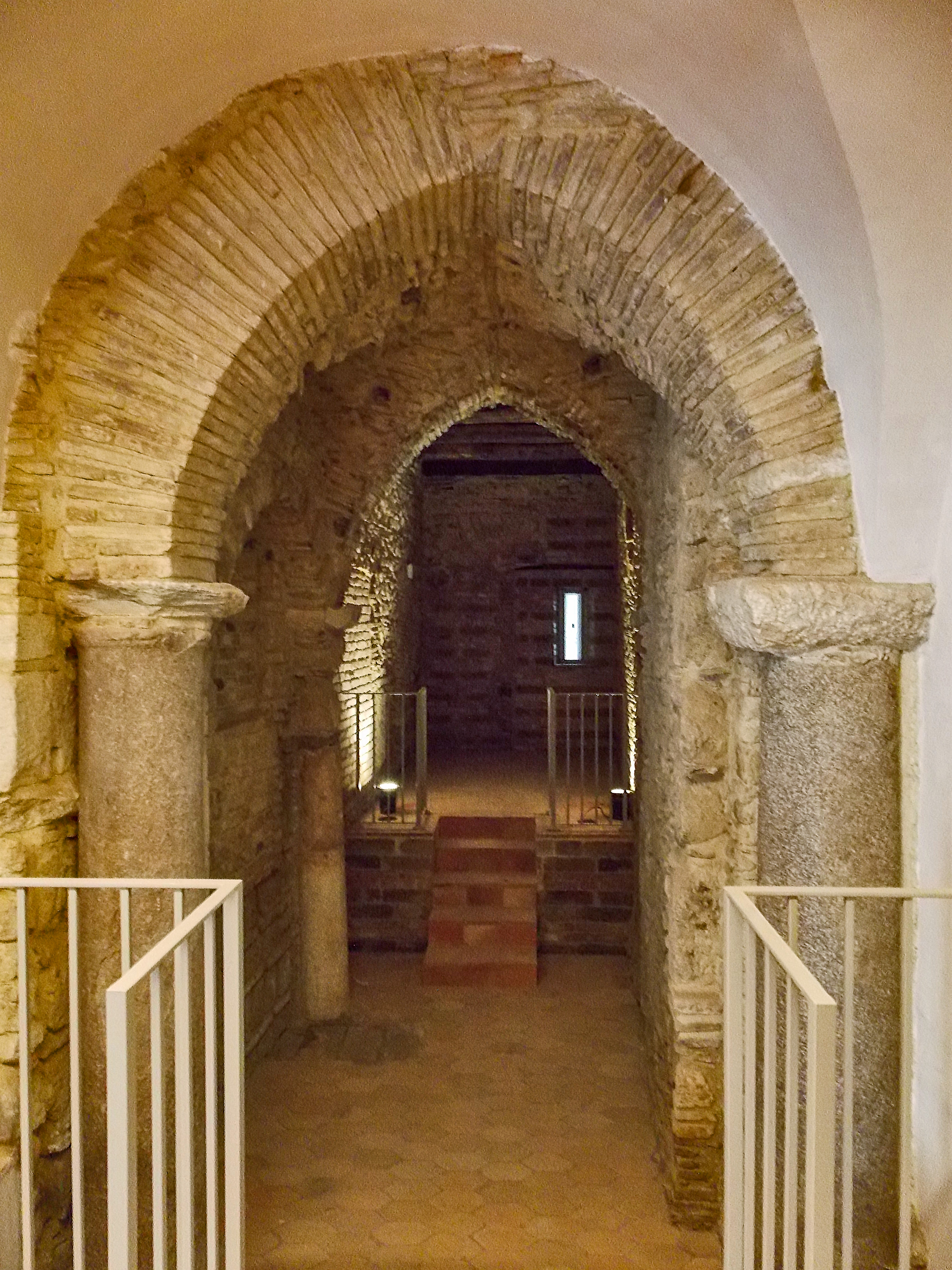
Un ambiente coperto da una volta a crociera gotica

Il XIV secolo è percorso dal deteriorarsi dei rapporti con il monastero di San Salvatore di Alife. Nel 1308 quest'ultimo, violando il suo rapporto di dipendenza da San Vittorino, elesse autonomamente la propria badessa. Nel 1345 papa Clemente VI stabilì che i due monasteri dovevano avere un funzionamento congiunto, per cui le badesse dovevano essere elette dalle monache di entrambi, riunite alternativamente in ciascuno dei due cenobi. Nonostante questo, nel 1363 il monastero alifano elesse di nuovo una badessa propria da contrapporre a quella appena nominata a San Vittorino. Dopo qualche altro incidente, sembra che i rapporti si ricucirono nei termini voluti da papa Clemente finché, fra gli anni 1470 e la seconda metà del XVI secolo, il monastero di San Salvatore si dissolse.
Intanto, con un documento del 1371 il monastero di San Vittorino prendeva accordi con la vicina chiesa dell'Annunziata, in seguito ai quali è possibile che il baricentro della vita di San Vittorino si sia spostato dal versante rivolto sulle mura cittadine a quello rivolto verso il centro. Nel 1446 le monache avevano ottenuto di poter far consacrare le nuove badesse da un vescovo di loro scelta anziché dal papa. Nel 1542 e nel 1581 due visite apostolico riscontrarono che a San Vittorino vi era un rigoroso rispetto della Regola benedettina, tanto che nella seconda occasione la comunità venne citata come termine di paragone per correggere altri monasteri cittadini.
È notevole che nel 1542 le monache effettuassero ancora l'antico «ufficio longobardo secondo la regola di San Benedetto». Il monastero possedeva infatti 24 codici in scrittura beneventana, che poi finirono dispersi fra il XVII e il XVIII secolo: alcuni di essi si trovano nella Biblioteca capitolare.
In tale anno le monache erano solo sette ma nel 1610, con la soppressione del monastero di San Diodato per la conversione del luogo in ospedale, le sue monache e i suoi beni furono assorbiti da San Vittorino. Infatti, nel 1628 il numero di religiose era salito a 24.
In seguito all'integrazione in San Vittorino della comunità di San Diodato, l'arcivescovo Pompeo Arrigoni diede inizio ad una nuova sessione di lavori di ampliamento. Venne costruita una chiesa «più granne et bellissima» in un punto diverso dalla precedente, con un nuovo chiostro. Per fare ciò furono eliminate le chiese di San Leucio a Porta Somma e dei Santi Simone e Giuda: in luogo di quest'ultima vi fu il giardino conventuale. La consacrazione del nuovo edificio sacro fu effettuata dall'arcivescovo Vincenzo Maria Orsini il 3 maggio 1688: circa un mese prima del terribile terremoto del 1688, che uccise una suora e costrinse a dispendiosi lavori di ripristino. Le religiose furono ospitate a Napoli e nel monastero di San Pietro delle Monache, e tornarono nel loro cenobio nel 1692. La volta e la facciata della chiesa crollarono ancora con il terremoto del 1702, e nuovi lavori si resero necessari.

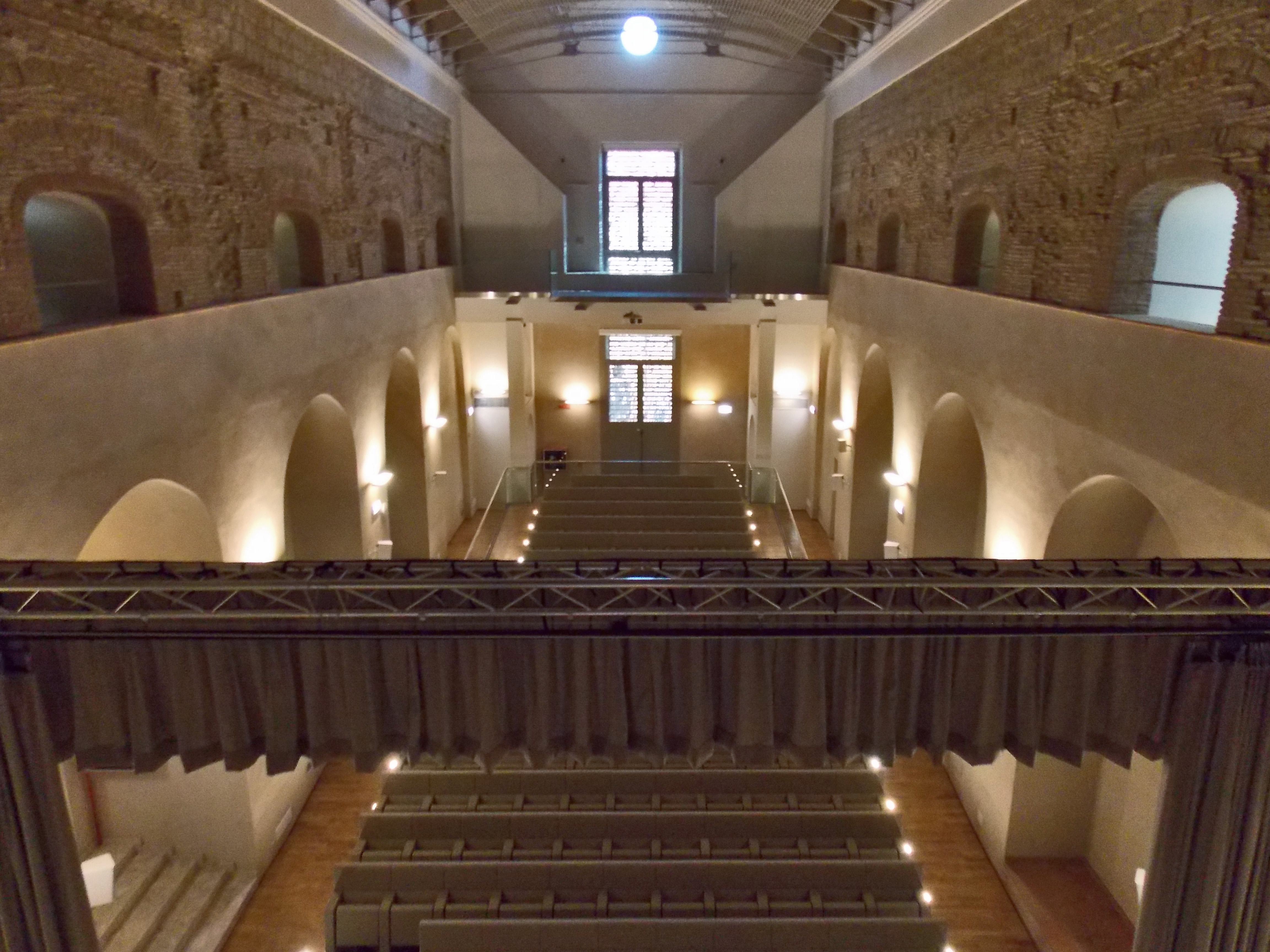
L'auditorium, ovvero la chiesa costruita nel XVII secolo. Ai due lati sono i corridoi una volta riservati alle monache.

Nel 1737 le religiose di San Vittorino erano 39, nonostante nel 1695 si fosse stabilito che dovessero essere non più di 16 in modo potersi sostentare con le rendite di cui godeva il monastero. Nel 1799, durante l'invasione napoleonica, il monastero di San Pietro venne temporaneamente chiuso. Nel 1806, con l'istituzione del Principato napoleonico di Benevento, fu definitivamente soppresso insieme ad altri monasteri e conventi cittadini.
Nel 1809 l'edificio monastico fu acquistato quasi interamente da privati per poi essere integrato, fra il 1834 e il 1900, nell'orfanotrofio femminile dell'Annunziata che si trovava dall'altro lato dell'attuale via Raffaele Pellegrini. Qui giunsero le suore Figlie della Carità, che negli anni 1920 vi tenevano anche una scuola per ragazze di buona famiglia.
Nel frattempo, nel 1816 le rendite del monastero erano state annesse all'istituendo orfanotrofio di San Filippo Neri insieme al suo patrimonio d'archivio; poi, fra il 1926 e il 1932, quest'ultimo fu spostato nell'Archivio storico provinciale al Museo del Sannio.
Le architetture del monastero hanno subito decenni di abbandono. Dopo un recupero concluso nel 2009, una parte del monastero ospita i laboratori del Dipartimento di Ingegneria dell'Università degli Studi del Sannio; mentre un'altra è stata inaugurata nel 2017, ad uso del Conservatorio Nicola Sala: il restauro di questa porzione, che comprende la chiesa seicentesca riutilizzata come auditorium, è stato progettato dagli architetti Pasquale Palmieri ed Antonio Elefante.

## Descrizione

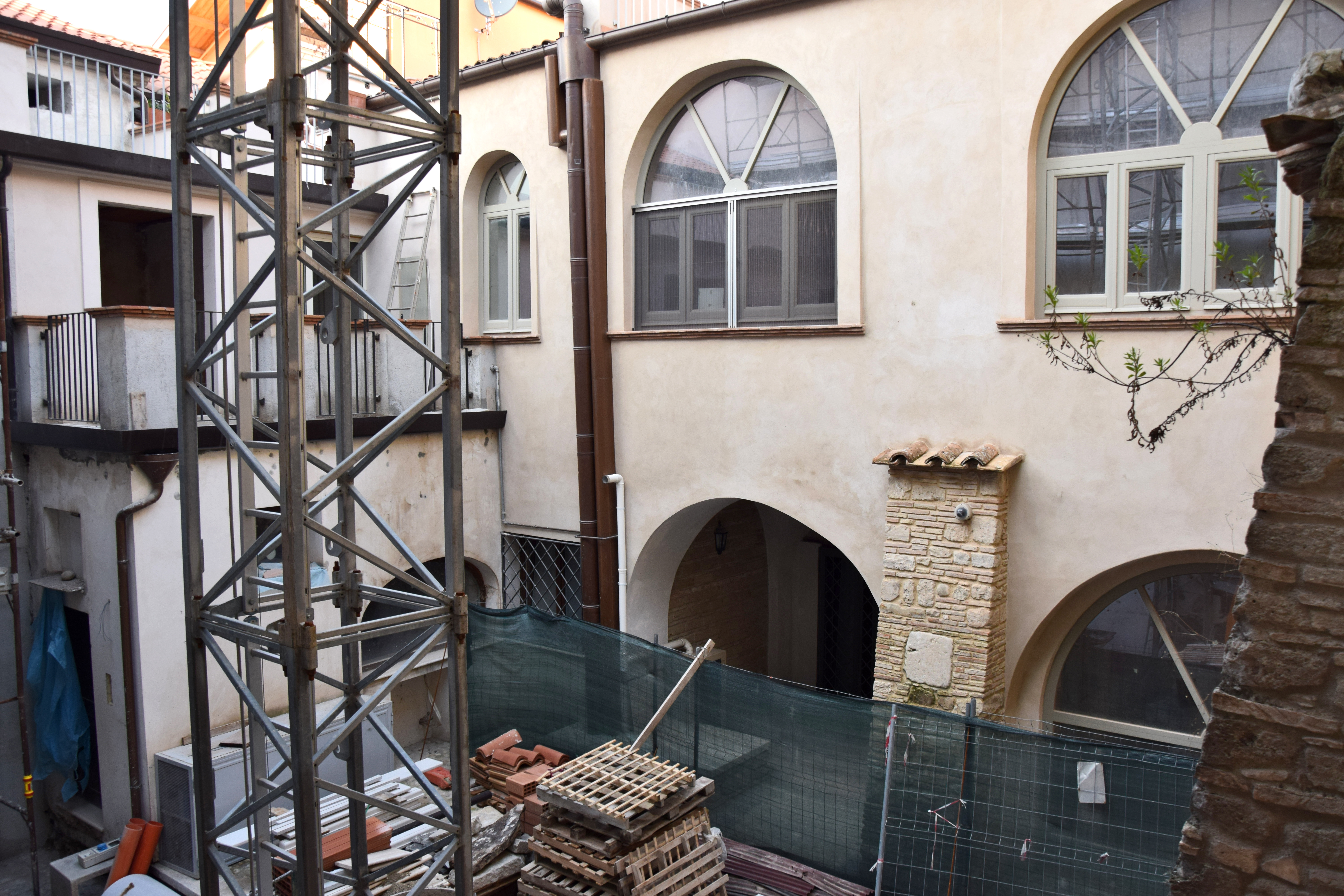
Le arcate del chiostro medievale (in basso)

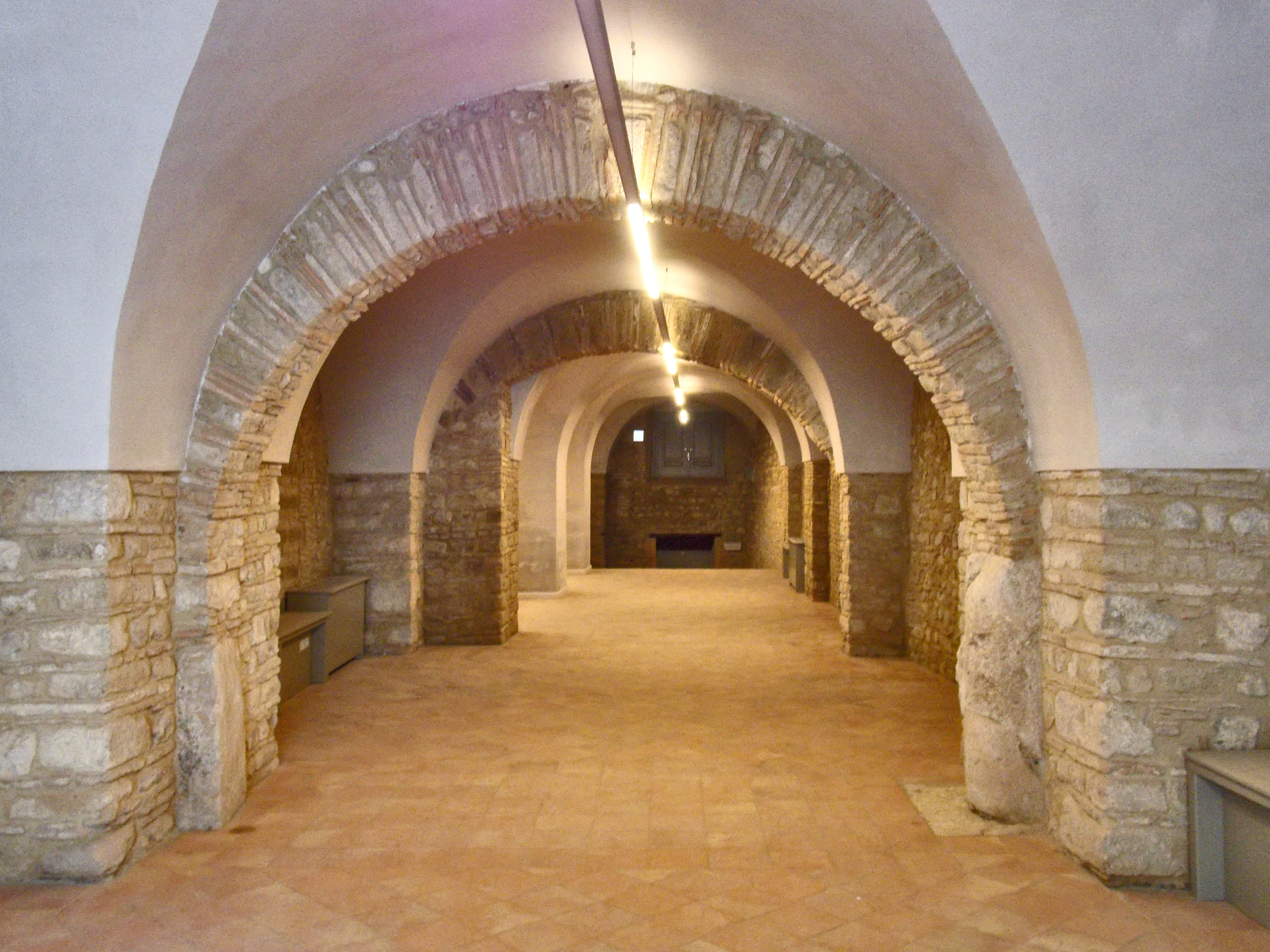
Arcate altomedievali nell'angolo nord-ovest del complesso

È piuttosto difficile tracciare la stratigrafia e interpretare le strutture del complesso di San Vittorino. Fra le strutture più antiche del monastero, riferibili già all'epoca longobarda, sono da evidenziare i vani con copertura retta da grossi archi, realizzati con un'alternanza di pietre di tufo squadrate e mattoni di età romana. Elio Galasso pensò che l'ambiente posto nell'angolo nord-ovest potesse essere una sala capitolare.
Il chiostro più antico dei due che compongono il complesso è quello meridionale. Lungo il suo perimetro, a sud, è un arco che forse fu l'ingresso all'abbazia. Sulla sua sinistra, un'antica struttura muraria inglobata nella murature successive potrebbe essere stato il campanile della chiesa duecentesca. Il chiostro potrebbe essere stato costruito nella stessa occasione di tale chiesa, inglobando nel monastero parte di un cardo della città antica. Attualmente molto rimaneggiato, aveva forse una struttura a tre quadrifore per lato, simile a quella del chiostro di Santa Sofia che fu realizzato poco tempo prima. Attorno al chiostro trovavano spazio gli ambienti più importanti del monastero che, ad un certo punto, deve essersi ingrandito ostruendo e facendo spostare anche il decumano su cui l'ingresso si trovava.
La chiesa costruita nel 1207 forse è da identificare con un ambiente posto ad est di tale chiostro, ed oggi facente parte della porzione del complesso assegnata all'Università del Sannio. L'ingresso alla chiesa avrebbe avuto luogo da est, in quello che oggi è un cortile intercluso ma all'epoca era uno slargo aperto verso la strada.
Oltre alla chiesa e al chiostro costruiti nel XVII secolo, all'età moderna va assegnato anche il piano superiore del complesso. In quello che fu il refettorio sono ancora presenti tracce di un affresco che rappresentava le suore a mensa. Si conservano anche le decorazioni barocche della parte alta di un altro ambiente, dal quale sono state distaccate tramite la costruzione di un solaio.